# Puerto Rico Sol Fútbol Club
Maillots
Le Puerto Rico Sol Fútbol Club, plus couramment abrégé en Puerto Rico Sol, est un club portoricain de football fondé en 2017 et basé dans la ville de Mayagüez sur l'île de Porto Rico.
Le club joue actuellement dans le Championnat de Porto Rico.

## Histoire

### Section féminine
Le club dispose d'une section féminine, qui a l'un des plus grands palmarès du football féminin portoricain : l'équipe remporte le championnat portoricain en 2018-2019 (sous le nom de Challengers SC), en 2021 et en 2022,.
En 2023, le club est invité au tournoi de l'UNCAF.
Le Puerto Rico Sol, constitué majoritairement de joueuses portoricaines et de quelques joueuses américaines, a notamment accueilli la Japonsaise Kyoka Koshijima en 2019 et l'internationale fidjienne Trina Davis en 2022.

## Palmarès
Championnat de Porto Rico féminin (4) :
- Champion en 2018-2019, 2021, 2022, 2022-2023 (ouverture)[9].

## Rivalité
Le Puerto Rico Sol dispute un derby face aux Caribbean Stars.